# Virginia Tilley

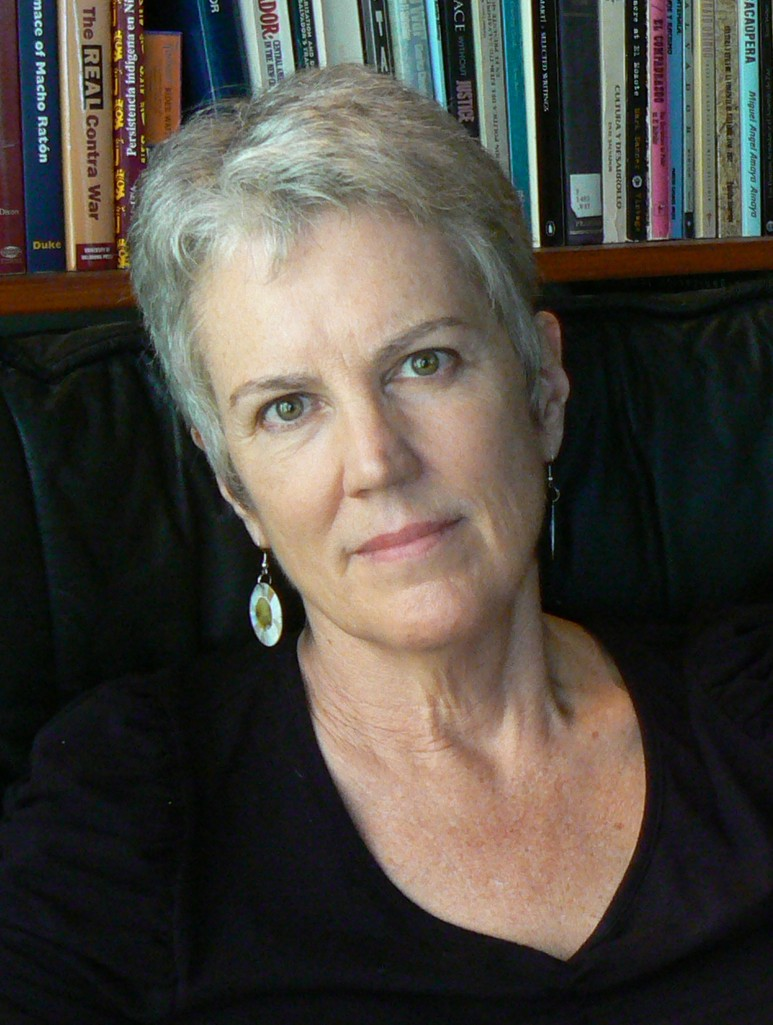
Virginia Tilley (2014)

Virginia Tilley (* 1953) ist eine US-amerikanische Politikwissenschaftlerin und Professorin der Southern Illinois University Carbondale. Ihr Spezialgebiet ist der internationale Vergleich ethnischer Konflikte. Für ihre Forschungen hielt sie sich über längere Zeiträume in Israel-Palästina, Mittelamerika, Südafrika und Ozeanien auf.
Tilles war 1986/1987 Project Supervisor beim West Bank Data Base Project in Ostjerusalem. 1988 machte sie  ein erstes Master-Examen (Contemporary Arab Studies) an der Georgetown University und 1994 ein zweites (Politikwissenschaft) an der University of Wisconsin–Madison, dort wurde sie 1997 zur Ph.D. promoviert. Von 1997 bis 2005 war sie erst Assistent Professor, dann Associate Professor an den Hobart and William Smith Colleges in Geneva, New York. Von 2005 bis 2014 folgte ein Aufenthalt als Forscherin, später als Regierungsberaterin, in Südafrika (Johannesburg und Kapstadt). Zugleich war sie von 2011 bis 2014 Associate Professor an der University of the South Pacific in Suva. Seit 2014 ist sie Professorin an der Southern Illinois University Carbondale.

## Schriften (Auswahl)
- Als Herausgeberin: Beyond occupation. Apartheid, colonialism and international law in the occupied Palestinian territories.  Pluto Press, London und Palgrave Macmillan, New York 2012, ISBN 978-07453-3236-9.
- The one-state solution. A breakthrough for peace in the Israeli-Palestinian deadlock. University of Michigan Press, Ann Arbor 2005, ISBN 0472115138.
- Seeing Indians. A study of race, nation, and power in El Salvador. University of New Mexico Press, Albuquerque 2005, ISBN 0826339255.
- Indigenous people and the state. Ethnic meta-conflict in El Salvador. The University of Wisconsin,  Madison 1997 (Dissertationsschrift, Online-Ressource), ISBN 978-0-59164-622-1.